# Beijing Senova

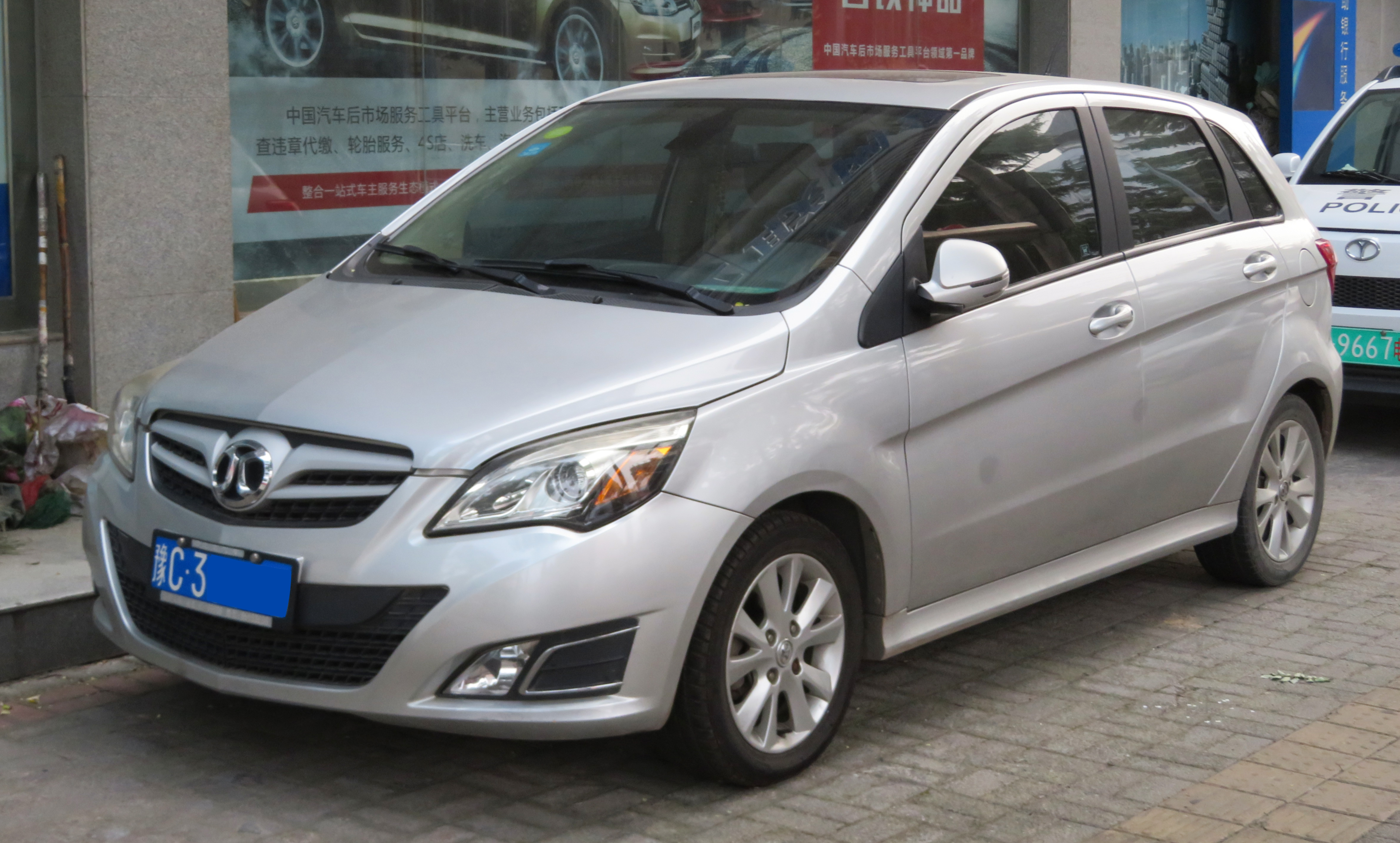
Senova D20

Beijing Senova (绅宝, ShēnBǎo) ist eine zwischen 2012 und 2020 bestehende Submarke der Beijing Automotive Group und ist der Hauptmarke Beijing untergeordnet. Die chinesische Transliteration ShēnBǎo bedeutet „Schatz der Gentry“ und wurde zuvor für die schwedische Automarke Saab verwendet. Der Hersteller Beijing Motor Corporation verwendet in den jährlichen Reports den englischen Begriff Series.

## Geschichte
Bereits im Jahre 2009 erwarb die BAW die Pläne, Produktionsanlagen, Technologien und sonstige Rechte, die für die Herstellung der Modelle Saab 9-3 und Saab 9-5 erforderlich sind. Vor allem die Saab-Motoren, die Plattformen GM2400, GM2900 und Epsilon der General Motors, sowie die Getriebe F25 und F35 nahmen eine wichtige Position in den Verhandlungen ein. Der Markenname Saab wurde von GM einbehalten und später an die Spyker Cars verkauft. So war die BAW gezwungen, einen neuen Markennamen einzuführen.
Mit den erworbenen Rechten entschied sich das Unternehmen, den Saab 9-5 in einem neu errichteten Werk in Shunyi zu montieren. Die Fahrzeugteile wurden überwiegend als Semi-Knocked-Down-Bausätze aus schwedischer Herstellung bezogen. Parallel dazu rollte der Saab 9-3 (Q60FB) vom Band. Die Montage des Saab 9-5 wurde unter Lizenzvereinbarungen bis in den April 2013 fortgeführt. Das chinesische Saab-Händlernetzwerk wurde im Mai aufgelöst und teilweise in das der BAW eingegliedert. Die Nachfolge des Saab 9-5 nahm im Februar 2013 die seit 2010 entwickelte Beijing Senova D-Serie ein. Insgesamt wurden sieben Fahrzeugmodelle präsentiert, die unter der Marke Senova etabliert werden sollen. Eines davon ist der C50E, welcher als Beijing Senova A-Serie gebaut werden soll.
Fahrzeuge, die ab 2019 eingeführt werden, werden nicht mehr als Senova vermarktet. Fortan werden die Modelle unter der Marke Beijing verkauft.

## Modellübersicht
- Beijing Senova D20 (2014 bis 2017)
- Beijing Senova D50 (2014 bis 2020)
- Beijing Senova D60 (2014 bis 2017)
- Beijing Senova CC (2015 bis 2017)
- Beijing Senova D-Serie (2013 bis 2018)
- Beijing Senova D80 (2015 bis 2017)
- Beijing Senova X25 (2015 bis 2019)
- Beijing Senova X35 (2016 bis 2019)
- Beijing Senova X55 (2016 bis 2020)
- Beijing Senova X65 (2015 bis 2018)